# Projekt 56M
Projekt 56M (v kódu NATO třída Kildin) byla třída torpédoborců sovětského námořnictva z doby studené války. V letech 1953–1960 byly postaveny čtyři jednotky této třídy. Během služby byly tři z nich přestavěny na nový standard Projekt 56U. Tato verze nesla modernější protilodní střely a silnější dělovou výzbroj. Vyřazeny byly v letech 1987–1991. Byly to první raketové torpédoborce na světě.

## Stavba
Stavba této třídy probíhala v letech 1953–1960. Všechny čtyři jednotky této třídy vznikly přestavbou rozestavěných torpédoborců Projektu 56 (třída Kotlin). Pátá jednotka Neukrotimyj byla zrušena před zahájením stavby.
Jednotky třídy Rigel:
| Jméno       | Založený kýlu | Spuštěna          | Vstup do služby   | Status        |
| ----------- | ------------- | ----------------- | ----------------- | ------------- |
| Bědovyj     | 1953          | 31. července 1955 | 30. července 1958 | Vyřazen 1989. |
| Prozorlivyj | 1956          | 30. července 1957 | 8. března 1960    | Vyřazen 1991. |
| Neulovimyj  | 1957          | 27. února 1958    | 8. března 1960    | Vyřazen 1991. |
| Něuděržimyj | 1957          | 24. května 1958   | 8. března 1960    | Vyřazen 1987. |

## Konstrukce

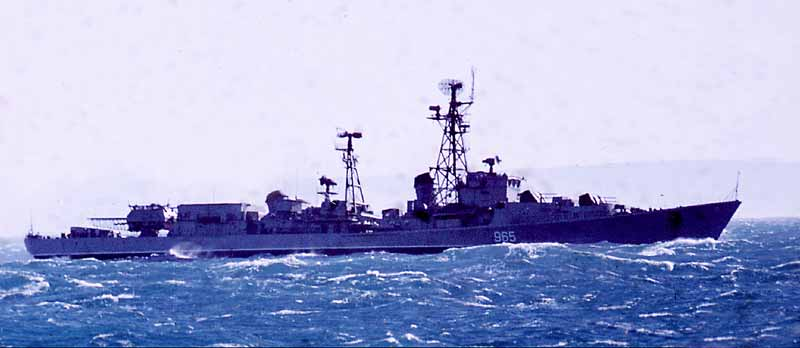
Torpédoborec Neulovimyj v původní podobě (projekt 56M)

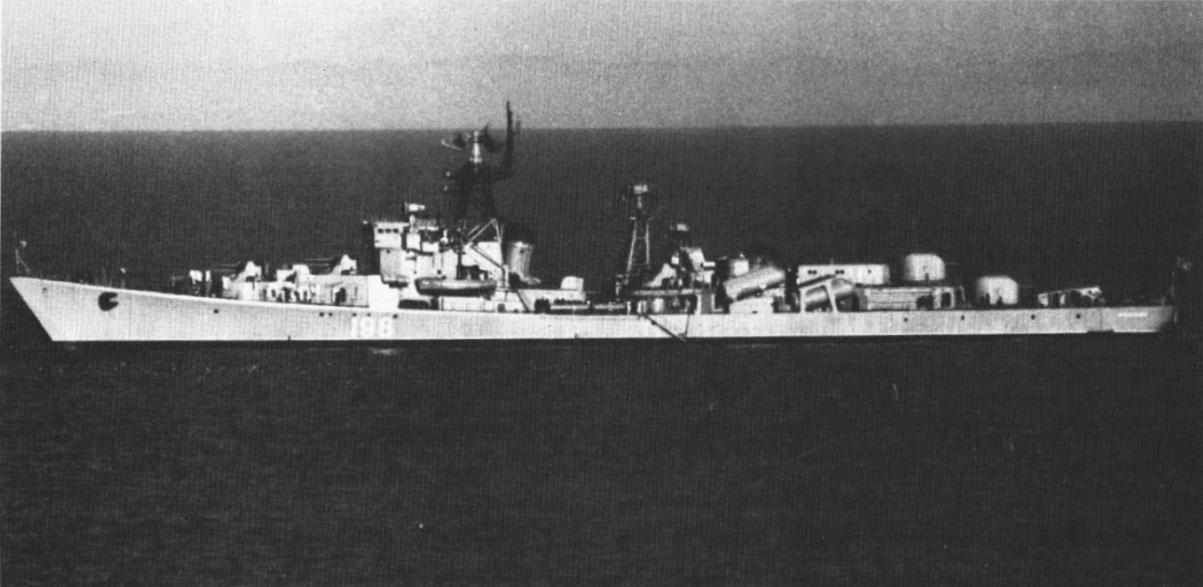
Torpédoborec Neulovimyj po přestavbě (projekt 56U)

### Projekt 56M
Hlavňovou výzbroj tvořily čtyři dělové věže se čtyřčaty ráže 57 mm. Hlavní útočnou výzbroj torpédoborců tvořilo jedno odpalovací zařízení protilodních střel KSŠ (v kódu NATO SS-N-1) se zásobou 9 střel. Jejich dosah byl 280 km. K napadání hladinových lodí sloužily také dva dvojhlavňové 533mm torpédomety. K ničení ponorek sloužily dva ručně nabíjené raketové vrhače hlubinných pum RBU-2500. Pohonný systém tvořily dvě parní turbíny a čtyři kotle. Jeho výkon byl 72 000 hp. Nejvyšší rychlost dosahovala 39 uzlů.

### Projekt 56U
V roce 1971 byly jednotky Bědovyj, Prozorlivyj, Neulovimyj přestavěny na verzi Projekt 56U. Místo střel KSŠ na nich byly instalovány čtyři vypouštěcí kontejnery protilodních střel P-15 Termit (v kódu NATO SS-N-2). Počet 57mm kanónů se nezměnil, na zádi ale byly instalovány dvě další věže se 76mm dvouúčelovými dvoukanóny. Ostatní výzbroj zůstala beze změn.